# Indiánská rezervace
Indiánská rezervace (v USA označovaná Indian reservation, v Kanadě Indian Reserve) je v Americe území, které vláda předala do samosprávy domorodým kmenům za účelem ochrany jejich kultury a svébytnosti. V USA je 310 indiánských rezervací, které zaujímají celkem asi 2,3 % území, v Kanadě je asi 600 většinou poměrně malých rezervací, z nichž některé ovšem nepatří Indiánům, ale Métisům či Inuitům (Eskymákům). Kromě toho existují podobné rezervace i v některých zemích Latinské Ameriky.

## Rezervace v USA

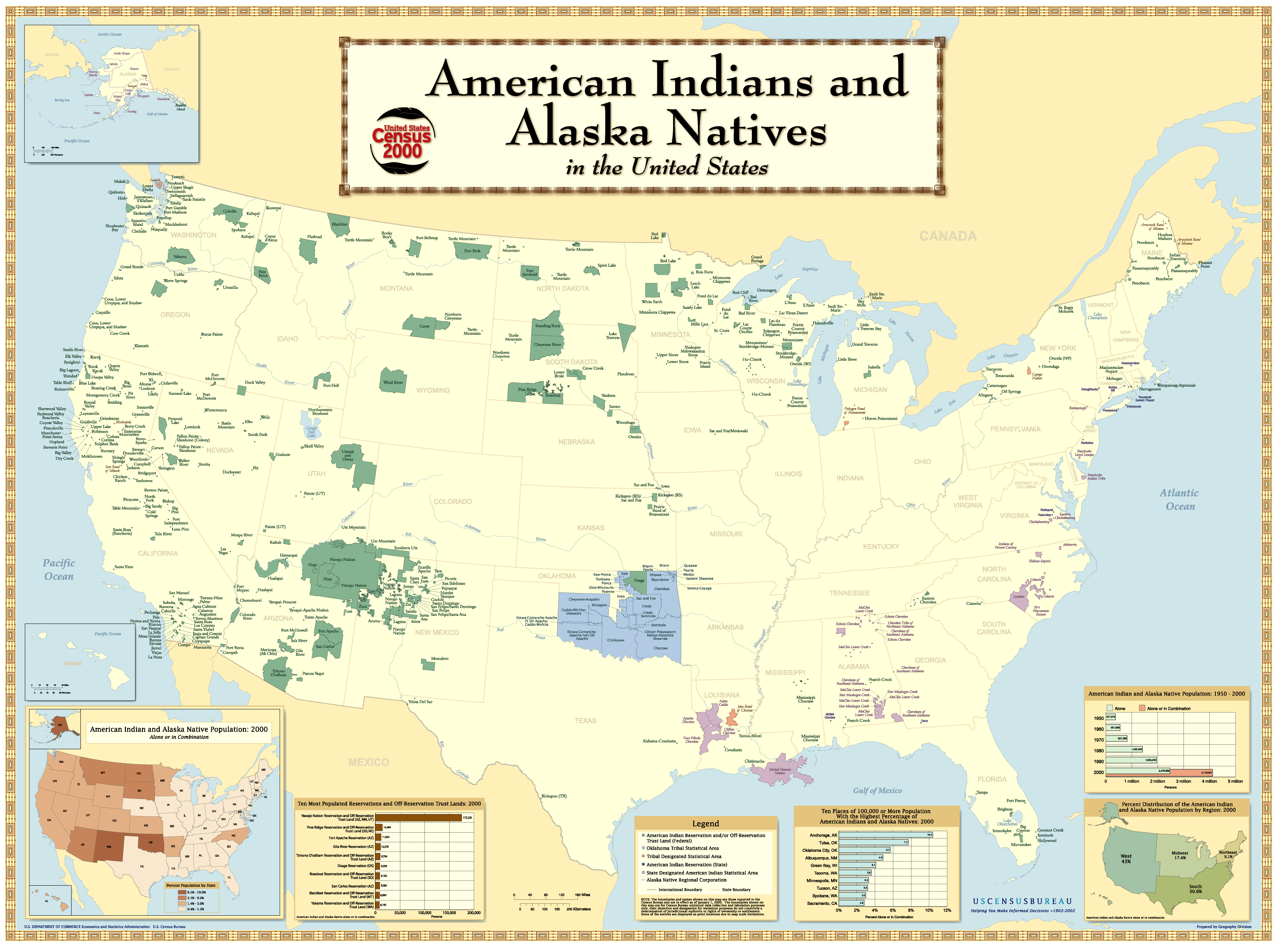
Mapa indiánských rezervací v USA

V USA jsou indiánské rezervace řízené indiánskými kmeny pod záštitou Úřad záležitostí Indiánů ministerstva vnitra USA. Protože rezervace mají omezenou suverenitu, jejich zákony se mezi sebou liší. V některých rezervacích jsou například povolena kasina kvůli zvýšení příjmů z turismu, a to nezávisle od zákonů státu, na jehož území rezervace leží.
V USA existuje přibližně 310 indiánských rezervací, což znamená, že ne každý z téměř 550 kmenů má svou rezervaci. Ve skutečnosti mají některé kmeny dokonce více rezervací, jiné naproti tomu nemají žádnou. Z důvodů prodeje pozemků a parcelizace z minulosti jsou některé rezervace rozdělené na více částí.
Všechny americké rezervace dohromady zabírají 225 410 km², což představuje 2,3 % celého území USA.
V rezervacích nemají pravomoc lokální vlády, ani federální vláda, nýbrž kmenové rady. Různé rezervace mají různé systémy vlády. Ty mohou, ale nemusí kopírovat formy vlád mimo území rezervace.
V současnosti žije mírná většina Indiánů mimo rezervace, hlavně ve velkých městech.